# Parc national d'Huila
Le parc national d'Huila (aussi appelé Bikuar ou Bicuari) est un parc national d'Angola. Situé dans la province d'Huila, il a subi des dégâts importants durant la guerre civile en Angola.